# Masa solna

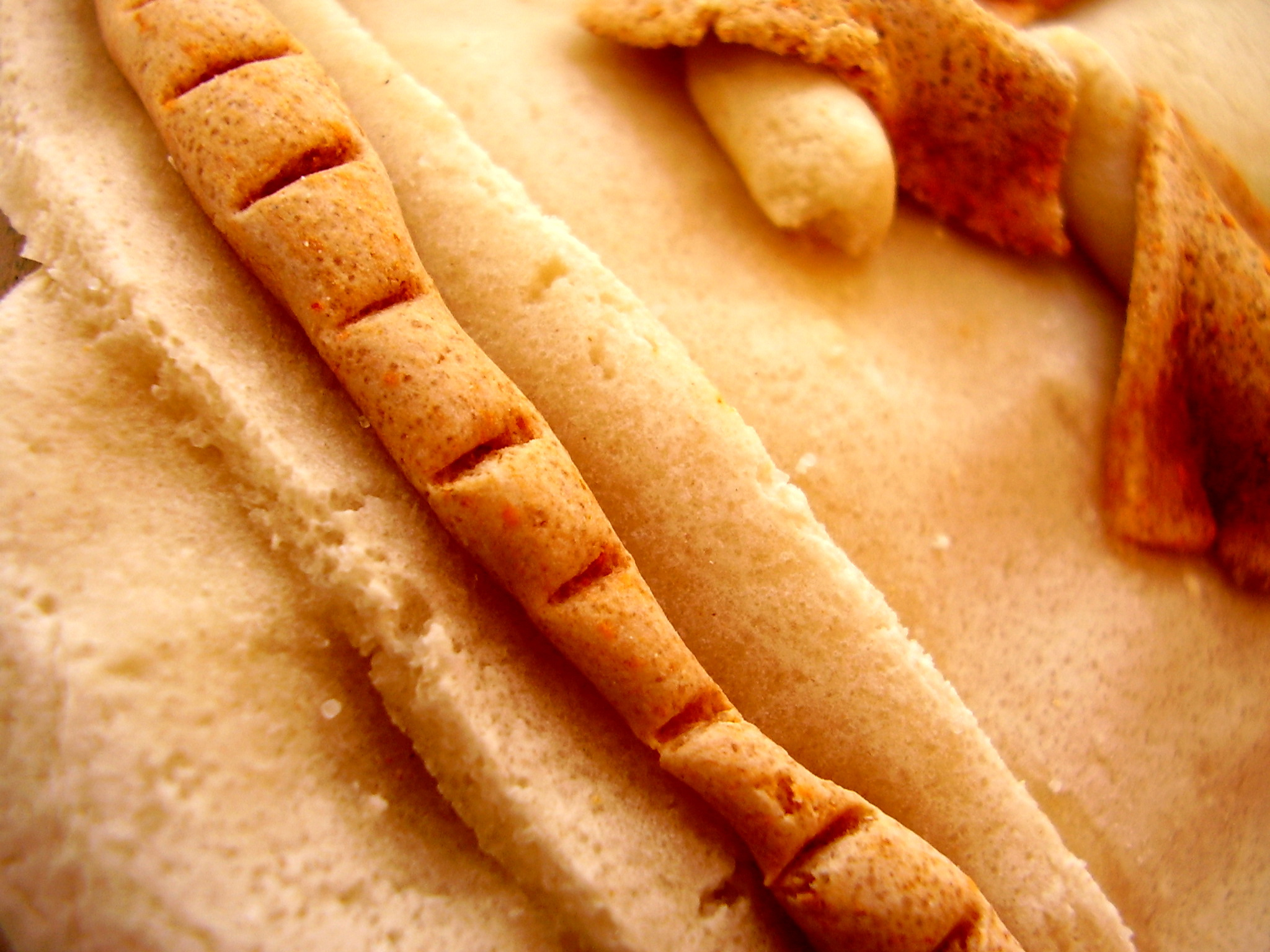

Masa solna – masa do modelowania, która jest wykonywana z mąki, wody i soli. Wykonuje się z niej przeróżne przedmioty – głównie figurki, ramki i inne ozdoby.

## Przepisy na masę solną[1]

### Podstawowy przepis na masę solną
szklanka mąki,
szklanka soli,
125 cm³ (125 ml) wody.
Całość się wygniata, aż do momentu otrzymania jednolitej, gładkiej masy.
Po ulepieniu przedmiotu w masie można go pomalować farbami akrylowymi i ozdobić.

### Masa solna do wyrobu drobnych modeli
szklanka mąki,
szklanka soli,
100 g mąki ziemniaczanej,
150 cm³ (150 ml) wody.

### Masa solna do wyrobu dużych modeli
szklanka mąki,
2 szklanki soli,
125 cm³ (125 ml) wody.

### Elastyczna masa solna – wyroby schnące na powietrzu
szklanka mąki,
szklanka soli,
2 łyżki rozpuszczonego uprzednio kleju do tapet,
125 cm³ (125 ml) wody.